# 黑街神探
《黑街神探》（英語：Shaft）是一部1971年美國黑人剝削動作犯罪片，改編自歐內斯特·泰迪曼創作的1970年同名小說。由哥頓·派克斯執導，泰迪曼與約翰·D·F·布萊克共同撰寫劇本，其主演包括理察·朗崔、摩西·岡恩、查爾斯·喬菲及克里斯多夫·聖約翰。故事描述私家偵探約翰·雪夫（朗崔飾演）被一名哈林區的黑幫老大所雇用，以從義大利黑手黨手中解救出他被綁架的女兒。
《黑街神探》的主要拍攝1970年1月起在紐約市的各處進行；1971年7月2日在美國上映並獲得了廣大的迴響，除了取得普遍好評外，還以僅50萬美元的預算賺進超過1300萬美元的票房，同時也救起了當時瀕臨破產米高梅。該片涉及的主題包括黑人權利運動、種族、男性氣質、性慾，但這些在影評人間則有褒貶不一的反響。艾薩克·海耶斯為該片所創作的配樂也獲得了好評並為此贏得了葛萊美獎最佳電影原創配樂，而其主題曲則贏得了奧斯卡最佳原創歌曲獎。續集《黑街神探大顯神威》於1972年推出。
《黑街神探》也被普遍認為是帶動黑人剝削電影的重要推手及最佳典範，並於2000年被美國國會圖書館因其「重要文化、歷史和美學價值」而被保存於國家影片登記表中。

## 劇情
私家偵探約翰·雪夫獲悉有兩名不懷好心的人正在尋找他。警察維克·安德洛奇中尉找到了雪夫，但未能得知關於那兩人的訊息。在安德洛奇離開後，雪夫發現其中一名黑幫男子正在他辦公室的樓下等他。雪夫逼迫該男子進入辦公室並遇見了另一名同夥；在一場短暫的搏鬥中，雪夫躲開了其中一人的衝撞而讓他掉落窗外，而另一名人則投降並向他透露，以哈林區為地盤的黑幫老大邦比·強納斯希望雪夫到該區與他會面。
在警局，雪夫向安德洛奇及搭檔湯姆·漢農表示，那名從他辦公室窗外掉出去的黑幫僅是個「意外」。安德洛奇雖然沒問出詳細情況，但仍允許雪夫暫時離開48小時。之後，雪夫在他的辦公室安排與邦比會面。邦比表示，他的女兒遭人綁架而要雪夫幫忙安全地救回來。
邦比建議他去追查班·布福德，因為他可能是嫌犯或知曉一些線索。但當雪夫找到布福德後，卻突然遭人開槍偷襲，布福德的數名手下中枪身亡。在把布福德安置於雪夫女友黛娜的家中後，雪夫從安德洛奇那得知自己才是那場襲擊的目標，而非布福德；此外，邦比和市中心住宅區的義大利黑手黨間醞釀的緊張局勢可能最終會引發數起謀殺案。但對普通大眾而言，這是白人與黑人間的紛爭，有可能會升級為全面性的種族戰爭。他還给雪夫看了不久前剛抵達紐約市的兩名黑手黨男子的照片。安德洛奇希望雪夫能解釋到底發生了什麼事，雖然他已經知道邦比正在尋找雪夫一事。
之後，雪夫和布福德從邦比那得知，原來邦比早知道是黑手黨綁架了他的女兒，並給了雪夫一場考驗（即那場槍襲），且藉此強迫布福德人馬幫忙；對此，邦比同意付錢將布福德關在獄中的同夥們保出來。
雪夫猜測那兩名黑手黨正從當地酒吧緊盯他的辦公室。他在發現兩人後便裝成一名酒保，並要求警察將他們逮捕。之後，雪夫到警局和那兩人獨處，並聲稱邦比願意開任何條件來換回女兒，但先得確認她女兒的位置及安全。黑手黨兩人最終同意雪夫的請求並給了他地址及接應時間。
在雪夫家中，安德洛奇告訴雪夫，他的房間已遭到竊聽而使他得知了雪夫要去會面的事。布福德和雪夫打算共同前往邦比女兒梅西被囚禁的公寓。雪夫挾持著與自己接應的黑手黨以威脅另外兩人放走梅西，但談判破局並造成兩名黑幫死去、雪夫肩部中彈，而梅西則被另一名黑手黨帶走。之後，雪夫被布福德帶到黛娜家中，以接受一名地下醫生的治療。雪夫要布福德將他的人馬集結起來並在梅西現被囚禁的旅館與自己碰面，以共同解救她。與此同時，雪夫還向邦比致電，要求派來三輛計程車到旅館前以作為接應用。
雪夫對於這場救援計劃如同於軍事突擊隊式的行動。布福德的人馬為了避免引起懷疑，皆穿著旅館人員的衣服。而雪夫和另一人到達屋頂並準備進入梅西被囚禁的房間。他企圖透過從房間的窗戶丟入點燃的火棒來分散看守者的注意，而布福德等人則到走廊襲擊守在房間門口及隔壁間的黑手黨。這場救援計劃以成功收尾，當眾人及梅西搭乘計程車急忙離開後，雪夫走到電話亭致電給安德洛奇。雪夫表示，由於他們救援計劃的成功，在不久的將來，住宅區的人們和黑手黨間將會發生重大的混亂衝突；安德洛奇希望雪夫幫忙阻止問題，但雪夫則要他自己搞定，然後掛斷電話並笑著離去。

## 演員

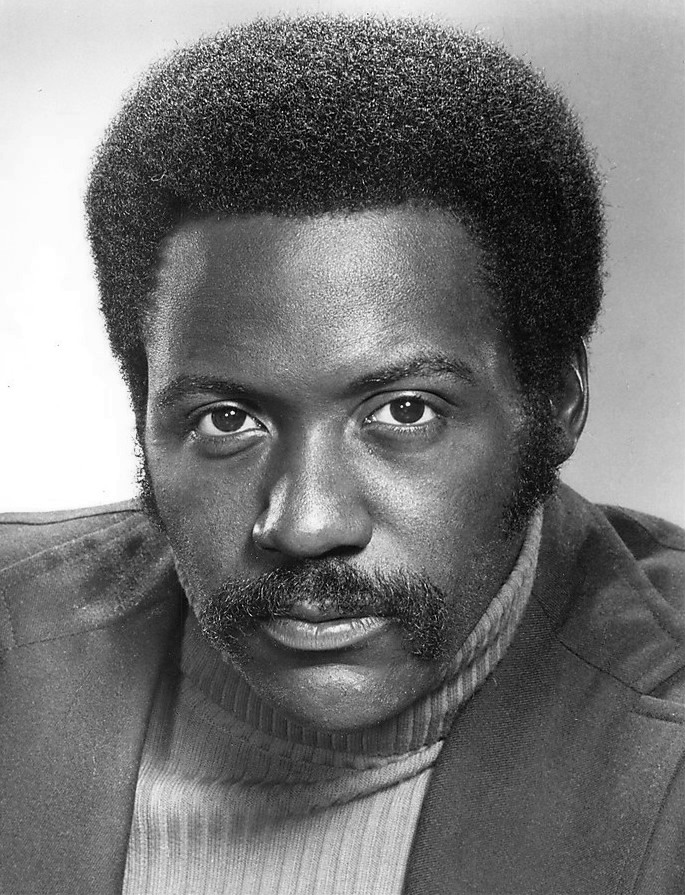
由理察·朗崔所飾演的約翰·雪夫。

- 理察·朗崔飾演約翰·雪夫（英语：John Shaft）[12]：紐約市私家偵探，能力拔群，我行我素。
- 摩西·岡恩（英语：Moses Gunn）飾演邦比·強納斯（Bumpy Jonas）[12]：以哈林區為地盤的黑幫老大。
- 查爾斯·喬菲（英语：Charles Cioffi）飾演維克·安德洛奇中尉（Lt. Vic Androzzi）[12]：紐約市警察，雪夫的舊識。
- 克里斯多夫·聖約翰（英语：Christopher St. John）飾演班·布福德（Ben Buford）[12]：街頭混混，雪夫的舊識。
- 勞倫斯·普萊斯曼（英语：Lawrence Pressman）飾演湯姆·漢農（Tom Hannon）[12]：紐約市警察，安德洛奇的搭檔。
- 卡米兒·亞布魯（英语：Camille Yarbrough）飾演黛娜·葛林（Dina Greene）[12]：雪夫的女友。
- 雪莉·布魯爾（Sherri Brewer）飾演梅西·強納斯（Marcy Jonas）[12]：邦比遭到綁架的女兒。

## 製作

### 發展
《黑街神探》改編自歐內斯特·泰迪曼創作的1970年同名小說，而他也和約翰·D·F·布萊克共同撰寫電影版的劇本，且由喬爾·弗里曼（Joel Freeman）及執行製片人史泰靈·薛立芬與羅傑·路易士（Roger Lewis）共同參與該片的製作。
在泰迪曼最初的故事中，主角約翰·雪夫是個白人，但導演哥頓·派克斯則選了理察·朗崔來飾演該角。《黑街神探》整體的方向及派克斯的決定極大地影響了該片後來的成功，以及黑人剝削電影的未來。雖然他的重大決定被證明是正確的，但實際上派克斯對《黑街神探》方向的掌控相當有限。且在《黑街神探》之後的黑人剝削電影仍由更高階層的公司來掌控其方向，而電影製作者的自治程度相對較低。該片的創作不僅僅是為了對黑人覺醒產生影響，而最主要是要推出一部「有趣的電影」，使人們能在週六參與並看見一個黑人的獲勝。儘管如此，派克斯在紀錄片（2000年）中表示，他希望能夠透過《黑街神探》來向大眾展現「他們以前從未有過的英雄」來激勵年輕的非洲裔美國人。《黑街神探》本身就是刻意創造的，以「吸引黑人城市觀眾，以及鄰近的白人青年」。
編劇泰迪曼本身是個白人，在成為小說家之前是《紐約時報》的編輯。他透過向電影公司米高梅展示幾張《黑街神探》的校對樣本以將其電影版權作出售（當時小說還尚未出版）。之後，泰迪曼因其在《黑街神探》電影和和書籍方的成就而獲得美國全國有色人種協進會所頒發的形象獎，使他成為少數獲得該獎的白人。
當朗崔在2014年的維吉尼亞影展上被問及飾演約翰·雪夫一角的感想時，他表示在當時對此感到相當興奮。朗崔在此前大多在各式廣告中演出，而這個角色對他來說是一個很大的突破。這不僅是該演員首部主演的電影，同時也是首次以黑人演員在一部商業院線片的製作中演出。

### 拍攝
主要拍攝於1970年1月的冬季開始進行。當時新上任的米高梅總裁詹姆斯·T·奧鮑萊擔心東部地區的冰霜會影響或延誤拍攝，並使電影的預算不足，而在拍攝的第一天前不到二十四小時飛往好萊塢。導演派克斯與奧鮑萊共同待在現場，好讓奧鮑萊相信他能將該片控制於預算之內。隨著電影公司主管的「溫柔祝福」（「如果你搞砸了，你的屁股就是我的」），派克斯最後按時且未超支的完成了《黑街神探》。
飾演約翰·雪夫的朗崔在片中戴上了假的小鬍子。在拍攝的第一天，派克斯驚慌地發現，早在製片人弗里曼下令前，朗崔就將臉上的鬍子全部剃除。雖然在此前，黑人演員薜尼·鮑迪就已打破了好萊塢電影中黑膚色男主角的色彩障礙，但他仍將乾淨利落地剃光了鬍子來面對白人觀眾。派克斯希望約翰·雪夫能夠按照他自己的條件來塑造，以成為首位體現自我風格的黑人電影英雄——這包括能展現男子氣概的皮革大衣及鬍子。在派克斯找上弗里曼後，他承認自己確實沒有個好理由要求朗崔刮鬍子。
此外，導演梅爾文·范畢柏斯曾聲稱自己電影《史威特貝克之歌》（1971年）的成功使《黑街神探》從「白人（電影）」變成了「黑人」。事實上，早在《黑街神探》於1971年1月開拍前（在《史威特貝克之歌》上映前的三個月），朗崔就已被選中成為主角。

## 主題
《黑街神探》對非裔美國人在好萊塢的發展起了很大的幫助，尤其當米高梅在製作該片時正逢經濟危機，所以該片的成功對於該公司及業界有著重要的影響力。
但片中對於種族的描述並非所有人都認同。雖然當哥頓·派克斯選中了理察·朗崔來擔任主角時，立即改變了片中的種族呈現，但也有影評人認為片中的情節無法足以適應種族生態的變化；如約翰·雪夫這個角色僅是偵探作品中常見白人動作英雄的「黑膚複製品」。《紐約時報》的影評人克萊頓·萊利（Clayton Riley）認為，諸如《黑街神探》這樣的電影中關於黑人的敘述和呈現只不過是利用黑人演員來對樣板主題的重新製作，以及對刻板印象的更新，以再次證實白人對於黑人的期望，並有助於壓制和延遲喚醒任何的政治意識。
在哈林區附近拍攝的《黑街神探》也讓黑人觀眾與該片有了更深的聯繫。編劇將雪夫塑造成一個明顯與這個社區有良好關係的男人，但當他變得富裕時，仍拒絕搬到格林威治村這個由白人主導的地區。在那個年代，傳統的黑人思想是，在經濟上取得成功而富裕的非洲裔美國人應該要給予他們來自的社區一些回饋。相反地，該片「暗示著明智的黑人（雪夫）會想要與哈萊姆人們斷絕關係，並在白人之中佔有一席之地。」
該片另一個具爭議性的是——強調男性氣質。強調男性改善黑人生活的努力即伴隨著許多主要活動家的性別歧視信仰；當中的性別歧視觀點被認為是對社會中已經普遍存在的階級權力結構的反應。白人多年來一直征服著非洲裔美國人，但後者則反過來將女性當作身體的服侍者。作家羅賓·維格曼（Robyn Wiegman）認為，黑人權利運動的成員在「陰莖力量的隱喻」中定義了其種族政治，這是由男性活動家反對黑人男性自卑感的文化表達所產生的，且該觀點很容易在如麥爾坎·X、休伊·牛頓、埃爾德里奇·克里佛及阿米里·巴拉卡等具影響力人物的著作看見。
在片中，雪夫透過表現出性慾異常及厭女症而直接體現了這種極端黑人男性氣質的理想——雖然他在種族領域缺乏權力，但由於他是父權制中的異性戀男性，因此他仍保持著與女性相關的權力外在。雪夫的性被強調是他人格的一個重要特徵；在片中，當他要離開兩名白人警官時，其中一人問他：「你要去哪？」而雪夫則回答「去痛快一下」（一夜情）。此外，雪夫也被描述為一種傳奇的「性愛機器」，這種對女性的支配地位被視為一種權力工具。

## 音樂

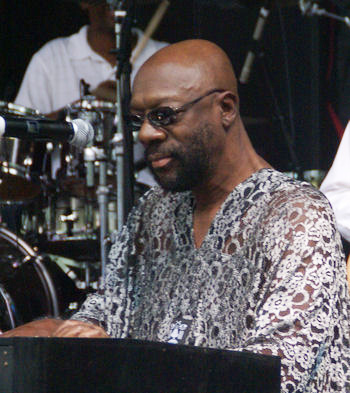
艾薩克·海耶斯為《黑街神探》所創作的配樂獲得了好評。

促成《黑街神探》廣大成功及持久魅力的最重要因素之一是由艾薩克·海耶斯創作的具「革命性的放克／靈魂傑作」之配樂。海耶斯起初為了飾演約翰·雪夫一角而參與試鏡，但最後則被請求為電影的配樂作曲。雖然是以「粗俗、淺薄、粗暴」的完成《黑街神探》的配樂，但海耶斯感性、略帶悲傷的背景音樂則增添了電影的質感，且這也成為了該年度的最佳配樂之一。
海耶斯的配樂以其獨特而引人入勝的聲調而聞名。其配樂並非由一連串冗長、鎮靜的饒舌歌，而是將重心放在較簡短且悠閒的樂器聲、幾段重複的爵士樂及獨唱。如《黑街神探主題曲》中的樂器包括了節奏感強烈的貝斯、斷斷續續的哇音吉他、海耶斯自己獨特的鋼琴演奏、低音的四分音符喇叭、高音的長笛曲及Pearl & Dean風格的銅管樂器與弦。截至2006年，《黑街神探》的配樂聽起來可能過時，但它是種確實啟發了一代靈魂音樂家的聲音，這同時也是「70年代魂」的典型樂曲。
《黑街神探》的配樂專輯獲得了普遍讚譽及相關獎項。在電影上映的短短幾週後，該專輯就賺進了200萬美元並獲得了白金認證。《黑街神探主題曲》相當受到歡迎，且從夜店到半場美式足球的比賽都隨處都能聽見；此外，該主題曲還在第44屆奧斯卡金像獎上為海耶斯贏得了最佳原創歌曲，且在第29屆金球獎上入圍了最佳原創歌曲。這使海耶斯成為了首位贏得奧斯卡獎的非洲裔美國作曲家。該專輯的四十五首單曲在美國排行榜上名列榜首。截至2006年，該主題曲仍以手機鈴聲的方式持續流行。

## 發行
《黑街神探》於1971年7月2日在美國上映，由米高梅發行。為了吸引大量黑人觀眾觀看，米高梅與黑人廣告公司優沃集團合作，以「使用黑人權力的詞彙」來推廣《黑街神探》。雖然該片是以共同抓住白人及黑人觀眾的心而聞名，但優沃主要宣傳的對象是非裔美國人社區的成員們。如《綜藝》報導了優沃對主角約翰·雪夫的廣告描述：「一名孤獨、黑人超脫者——一名富有才華且獨領風騷的人，以在（白人）建立的體制下為樂。」且還以「黑人參與幕後」來作宣傳，好讓黑人觀眾們能欣賞這部由黑人人員製作的電影，或者使人幻想黑人可能以某種方式擊倒好萊塢體系並接管米高梅影業。

## 迴響

### 評價
《黑街神探》整體獲得的評價以正面居多。在爛番茄網站上根據37篇評論，持有86%的新鮮度，平均得分7.5／10。在上映時，該片因其創新和成功而對電影業有著持久的影響，且除了非洲裔美國人社區外，該片也因「在商業電影中推廣黑人社會代表性方面的突破性產物」而受到了白人影評人的讚賞。
《紐約時報》影評人文森·坎比給予其好評，同時也認為該片並不是一部高品質的電影，而是一部有趣的電影。但《紐約時報》的另一位影評人克萊頓·萊利則認為該片未能「嚴肅地處理關於黑人的生活」；他表示：「平庸是描述像哥頓·派克斯這種無聊導演作品的唯一詞彙，對於理察·朗崔飾演約翰·雪夫——一位黑人私家大眼睛在大蘋果的下流社會中四處徘徊，最無害地說是其表演勝過一切。」

### 票房
《黑街神探》在美國影院上映後獲得了極大的成功；該片僅以50萬美元的預算（加上院線及宣傳的費用共達100萬美元）而獲得了高達1300萬美元的票房，其獲利約450萬美元，這成為米高梅於1971年少數賺錢的電影之一。據《綜藝》報導，直到1976年，該片在戲院共賺進了765萬美元。《黑街神探》的成功不僅讓米高梅有足夠的錢能救回瀕臨破產的公司，還帶動了其他片商在之後幾年投入黑人剝削電影的製作。

## 榮譽
作曲家艾薩克·海耶斯憑為《黑街神探》創作的配樂在第44屆奧斯卡金像獎上入圍了最佳原創劇情音樂，並以其主題曲贏得了最佳原創歌曲，及在第29屆金球獎上入圍了最佳原創歌曲，而電影本身則贏得了最佳原創配樂。《黑街神探》的配樂在第14屆葛萊美獎上贏得了最佳電影原創配樂，以及在第25屆英國影藝學院電影獎上入圍了最佳電影音樂。演員理察·朗崔也為此入圍了金球獎最佳男新人及MTV終身成就獎（1994年）。此外，其配樂曾是AFI百年電影史電影配樂的候選項目之一，而「黑街神探主題曲」則在AFI百年百大電影歌曲中名列第38位；《黑街神探》電影本身和約翰·雪夫一角也分別曾是AFI百年百大驚悚電影與AFI百年百大英雄與反派的候選項目之一。
2000年，《黑街神探》因其「重要文化、歷史和美學價值」而被美國國會圖書館選中並保存於國家影片登記表中。2003年，該片被《紐約時報》列入「1000部史上最佳電影」之一。

## 續集
在1970年代，《黑街神探》起初推出了兩部續集，分別為《黑街神探大顯神威》（1972年）及《非洲怒豹》（1973年）；據作家霍華·休斯（Howard Hughes）所述，這兩部續集「並未抓到原作的靈魂」。1973年至1974年期間，CBS推出了其同名電視劇，並由理察·朗崔繼續飾演約翰·雪夫。該劇在播出一季（共7集）後因反響不佳而被取消。
此外，原作的作家歐內斯特·泰迪曼從1972年起又寫了六部《黑街神探》小說，包括（1972年）、《黑街神探大顯神威》（1972年）、（1973年）、（1973年）、（1973年）和（1974年）。
該片的續集兼系列第四部電影《殺戮戰警》於2000年上映，由山繆·傑克森主演約翰·雪夫二世（John Shaft II），為約翰·雪夫的侄子，而朗崔也在片中回歸飾演自己的角色；該片上映後整體獲得了褒貶不一的評價。2015年，據報導，《黑街神探》將推出第五部電影。該片由提姆·史多利執導，朗崔及傑克森回歸飾演各自的角色，而傑西·亞瑟則加入飾演雪夫二世的兒子小約翰·雪夫。第五部電影兼《殺戮戰警》的續集《新殺戮戰警》於2018年2月開拍並由華納兄弟定於2019年上映。

## 文化影響
電視喜劇《新鮮王子妙事多》中的主角威爾·史密斯本身是《黑街神探》的粉絲；在第五季的第18集中，威爾與他的未婚妻麗莎（Lisa）舉行了《黑街神探》的主題婚禮。
2012年，導演昆汀·塔倫提諾在聖地牙哥國際動漫展上表示，他的電影《決殺令》中的決哥·費里曼（Django Freeman）及布希達·馮·雪夫（Broomhilda Von Shaft）可視作約翰·雪夫的曾曾曾曾曾祖父母。

## 備註
1. ↑  「超脫者」是自20世紀以來一直用來形容非洲裔美國人的術語，意旨這些非洲裔美國人在不同領域都非常有天賦，大多專指運動員（如傑西·歐文斯）和演藝人員（如吉米·亨德里克斯）。

## 外部連結
- 互联网电影数据库（IMDb）上《黑街神探》的资料（英文）
- TCM电影资料库上《黑街神探》的资料（英文）
- 豆瓣电影上《黑街神探》的資料 （简体中文）
- AllMovie上《黑街神探》的资料（英文）